# Hendrik van der Gronde

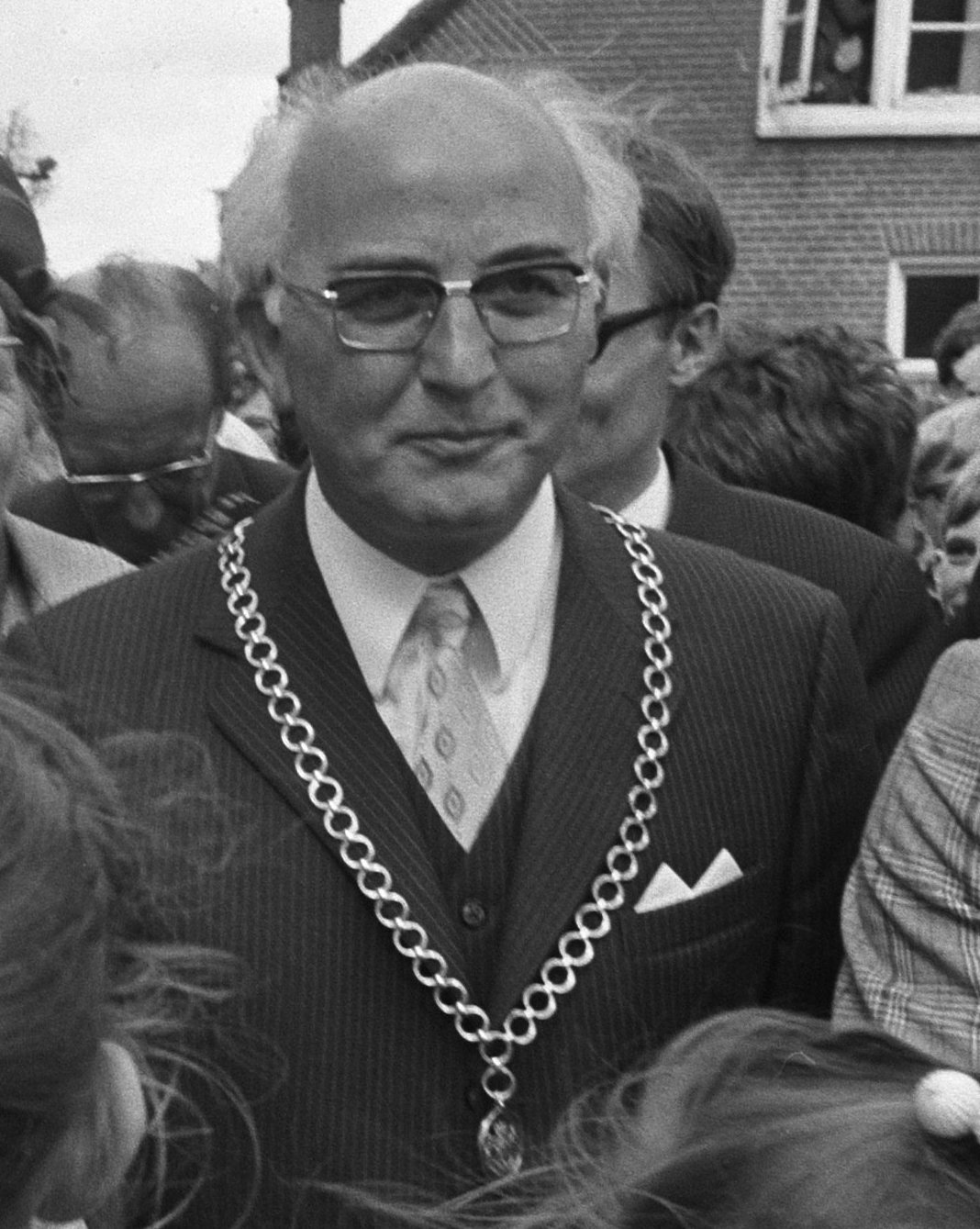
Burgemeester H. van der Gronde (1972)

Hendrik van der Gronde (Zwolle, 30 maart 1918 – Nieuwegein, 11 augustus 1990) was een Nederlands politicus van de CHU en later het CDA.
Hij was administratief hoofdambtenaar van de provinciale griffie van Utrecht voor hij in november 1969 benoemd werd tot burgemeester van Kockengen. In december 1974 werd Van der Gronde burgemeester van de gemeenten Everdingen en Hagestein. In april 1983 ging hij met pensioen maar bleef daar als waarnemend burgemeester aan totdat die gemeenten op 1 januari 1986 opgingen in de gemeente Vianen. In 1990 overleed hij op 72-jarige leeftijd.